# Liste der Biografien/Lum
Liste der Biografien |
Portal Biografien |
Personensuche
# |
A |
B |
C |
D |
E |
F |
G |
H |
I |
J |
K |
L |
M |
N |
O |
P |
Q |
R |
S |
T |
U |
V |
W |
X |
Y |
Z |
?
 
La |
Lb |
Lc |
Le |
Lg |
Lh |
Li |
Lj |
Ll |
Lm |
Lo |
Lp |
Lt |
Lu |
Lv |
Lw |
Lx |
Ly |
Lz
 
Lua |
Lub |
Luc |
Lud |
Lue |
Luf |
Lug |
Luh |
Lui |
Luj |
Luk |
Lul |
Lum |
Lun |
Luo |
Lup |
Luq |
Lur |
Lus |
Lut |
Luu |
Luv |
Luw |
Lux |
Luy |
Luz
Die Liste der Biografien führt alle Personen auf, die in der deutschsprachigen Wikipedia einen Artikel haben. Dieses ist eine Teilliste mit 110 Einträgen von Personen, deren Namen mit den Buchstaben „Lum“ beginnt.

## Lum
- Lum, Benjamin W. S. (1953–2002), US-amerikanischer Filmschauspieler
- Lum, Boris (* 2007), deutsch-kamerunischer Fußballspieler
- Lum, Dyer (1839–1893), US-amerikanischer Anarchist und Dichter
- Lum, Ken (* 1956), kanadischer Konzeptkünstler
- Lum, Kragen (* 1971), US-amerikanischer Metal-Gitarrist

### Luma
- Luma, Vesa (* 1986), kosovarische Pop-Sängerin
- Lumain, Fernando (* 1989), indonesischer Leichtathlet
- Luman, Bob (1937–1978), US-amerikanischer Country- und Rockabilly-Sänger
- Lumanauw, Theodorus (1922–1981), indonesischer Geistlicher, römisch-katholischer Erzbischof von Ujung Pandang
- Lumapas, Jessel (* 2000), philippinische Leichtathletin
- Lumaraa (* 1991), deutsche RapperinLumaraa (* 1991)

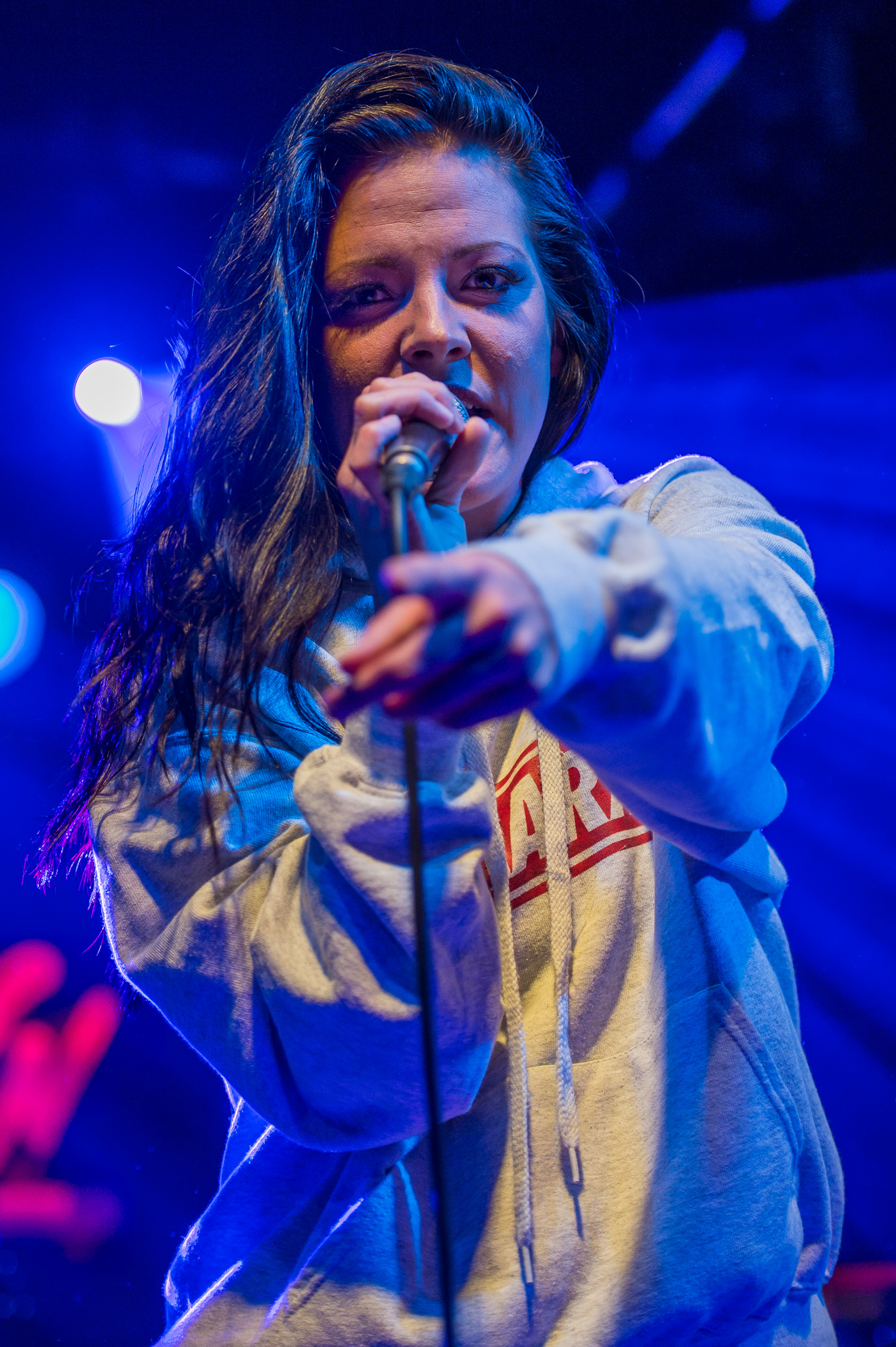
Lumaraa (* 1991)

### Lumb
- Lumb, Jean (1919–2002), kanadische Unternehmerin und Bürgerrechtlerin
- Lumb, Kieran (* 1998), kanadischer Mittel- und Langstreckenläufer
- Lumb, Michael (* 1988), dänischer Fußballspieler
- Lumba, Daddy (1964–2025), ghanaischer Sänger, Songwriter und Produzent
- Lumbard, J. Edward (1901–1999), US-amerikanischer Jurist
- Lumbard, Joseph (* 1969), US-amerikanischer Islamwissenschaftler
- Lumbe von Mallonitz, Josef Thaddeus (1801–1879), böhmischer Landwirtschaftsfachmann und Politiker
- Lumbeck, Emil (1886–1979), deutscher Buchhändler
- Lumberger, Ignaz (1710–1800), deutscher Kommunalpolitiker
- Lumbly, Carl (* 1951), US-amerikanischer SchauspielerCarl Lumbly (* 1951)

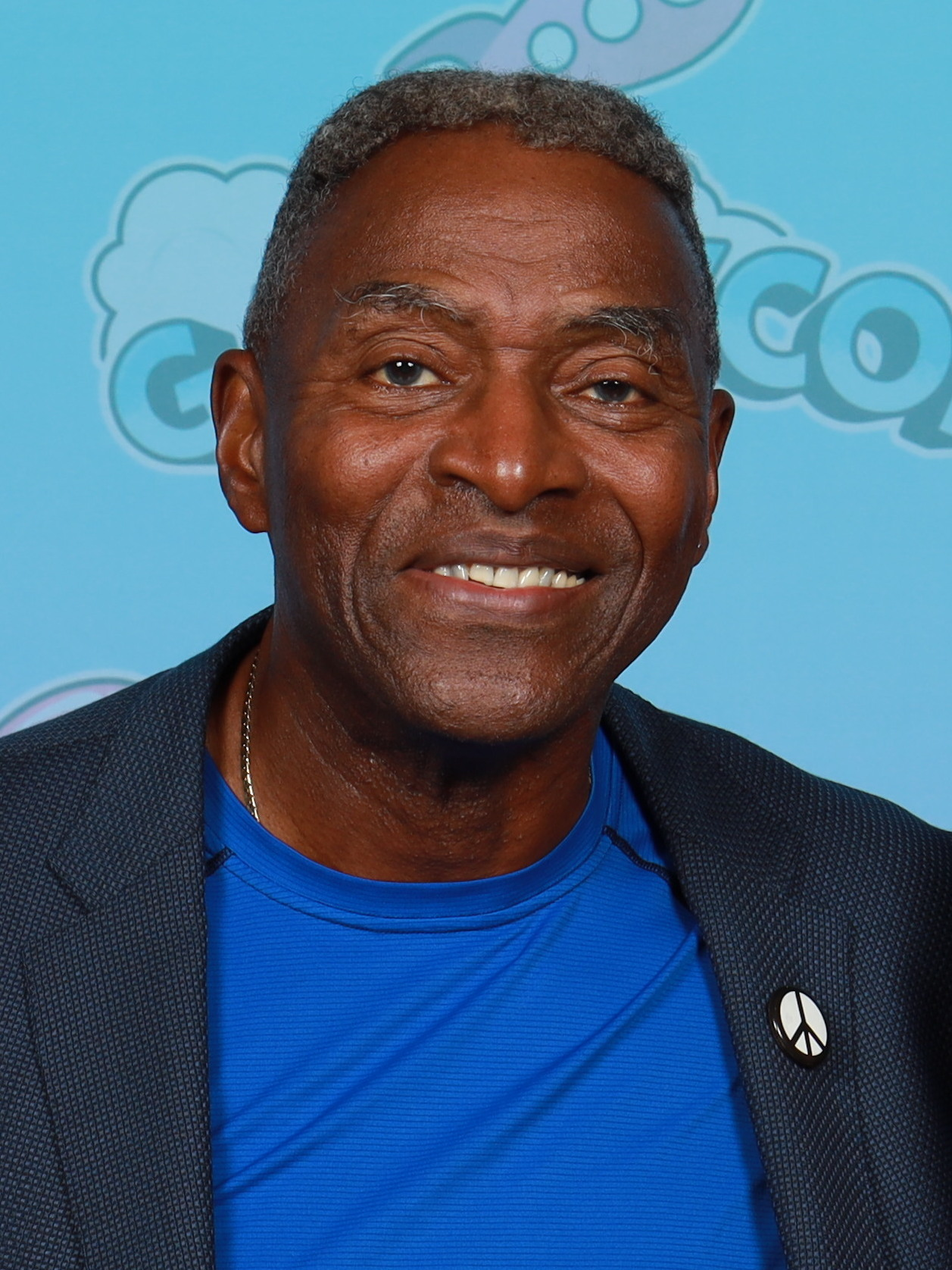
Carl Lumbly (* 1951)

- Lumbroso, Giacomo (1844–1925), italienischer Althistoriker und Papyrologe
- Lumbroso, Yoav (* 2000), israelischer Handballspieler
- Lumbye, Hans Christian (1810–1874), dänischer Kapellmeister und Komponist

### Lumc
- Lumcer, Justina (1942–2018), tschechische Ärztin und Trappistin

### Lume
- Lume Tshülthrim Sherab, tibetischer buddhistischer Mönch
- Lumeij, Jan L. J. (1922–2015), niederländischer Mediziner
- Lumengo, Ricardo (* 1962), Schweizer Politiker (SLB)
- Lumer, Christoph (* 1956), deutsch-italienischer Philosoph
- Lumer, Günter (1929–2005), deutsch-US-amerikanischer Mathematiker
- Lumer-Klabbers, Kerren (* 1991), dänische Regisseurin
- Lumet, Sidney (1924–2011), US-amerikanischer FilmregisseurSidney Lumet (1924–2011)

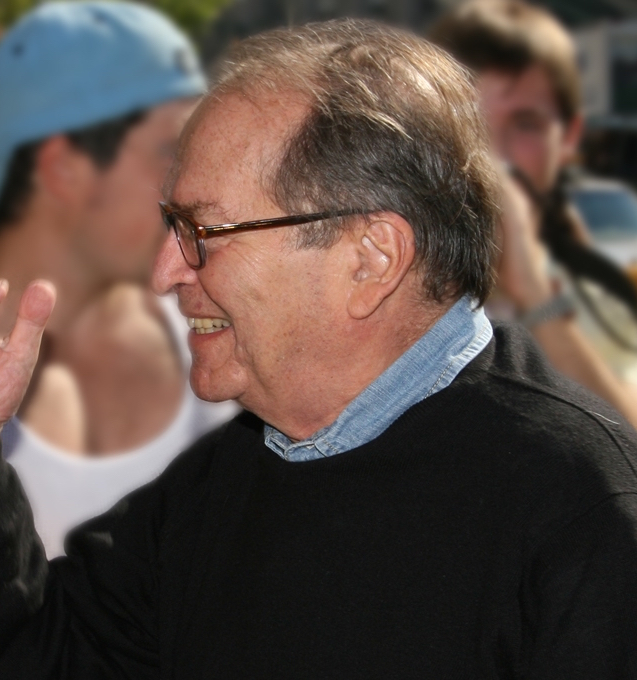
Sidney Lumet (1924–2011)

### Lumh
- Lumholdt, Sara (* 1984), schwedische Sängerin
- Lumholt, Pauline Motzfeldt (1945–2023), grönländische Trommeltänzerin und Musikethnologin
- Lumholtz, Carl Sophus (1851–1922), norwegischer Naturforscher und Ethnologe

### Lumi
- Lumidee (* 1984), US-amerikanische R&B-Sängerin
- Lumière, Antoine (1840–1911), französischer Unternehmer
- Lumière, Auguste (1862–1954), französischer Erfinder und Unternehmer
- Lumière, Louis (1864–1948), französischer Fotoindustrieller
- Luminais, Évariste-Vital (1821–1896), französischer Maler
- Luminati, Michele (* 1960), Schweizer Rechtshistoriker
- Luminet, Benoît (* 1974), französischer Radrennfahrer
- Luminet, Jean-Pierre (* 1951), französischer Astronom und Schriftsteller
- Lumintang, Johny (* 1947), indonesischer Offizier und Diplomat
- Lumira (* 1968), deutsche Schriftstellerin esoterischer Werke auf dem Gebiet der Seelenheilkunde sowie des Schamanismus
- Lumis, Dexter (* 1984), amerikanischer Wrestler
- Lumis, Harriet Randall (1870–1953), amerikanische Landschaftsmalerin
- Lumiste, Jüri (* 1957), estnischer Schauspieler und Theaterregisseur
- Lumix (* 2002), österreichischer DJ und Produzent

### Luml
- Lumley, Aaron (* 1981), kanadischer Improvisationsmusiker (Kontrabass)
- Lumley, Brian (1937–2024), britischer Autor von Horrorliteratur
- Lumley, Dave (* 1954), kanadischer Eishockeyspieler
- Lumley, Edward (1939–2025), kanadischer Politiker
- Lumley, Harry (1926–1998), kanadischer Eishockeyspieler
- Lumley, Henry de (* 1934), französischer Paläoanthropologe
- Lumley, Joanna (* 1946), britische Schauspielerin und ModelJoanna Lumley (* 1946)

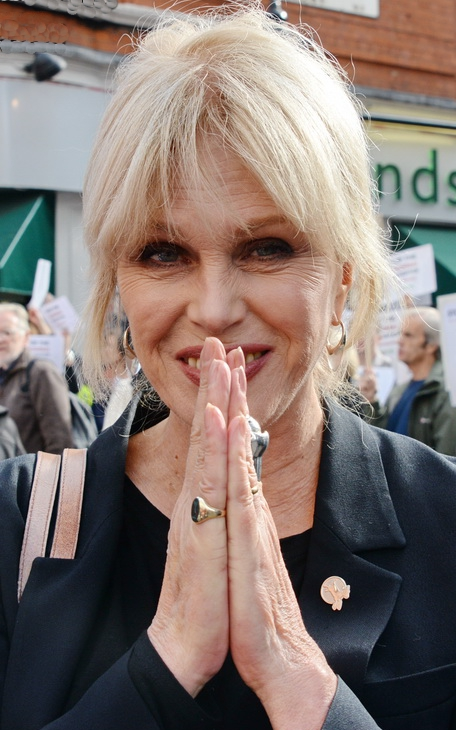
Joanna Lumley (* 1946)

- Lumley, Joanna, Baroness Lumley (1537–1578), englische Adelige und Übersetzerin
- Lumley, John L. (1930–2015), US-amerikanischer Ingenieurwissenschaftler
- Lumley, Richard, 12. Earl of Scarbrough (1932–2004), britischer Peer und Politiker
- Lumley, Robin (1948–2023), englischer Keyboardspieler
- Lumley, Thomas (* 1969), australischer Biostatistiker
- Lumley, Thomas, 2. Baron Lumley (1408–1485), englischer Adeliger

### Lumm
- Lumma, Liborius Olaf (* 1973), österreichischer römisch-katholischer Theologe
- Lumma, Nico (* 1972), deutscher Politiker (SPD)
- Lumma, Udo (1941–2006), deutscher Politiker (SPD), MdL
- Lumme, Antero (1934–2016), finnischer Radrennfahrer
- Lumme, Jyrki (* 1966), finnischer Eishockeyspieler
- Lumme, Sonja (* 1961), finnische Schlagersängerin
- Lummer, Heinrich (1932–2019), deutscher Politiker (CDU), MdA, MdBHeinrich Lummer (1932–2019)

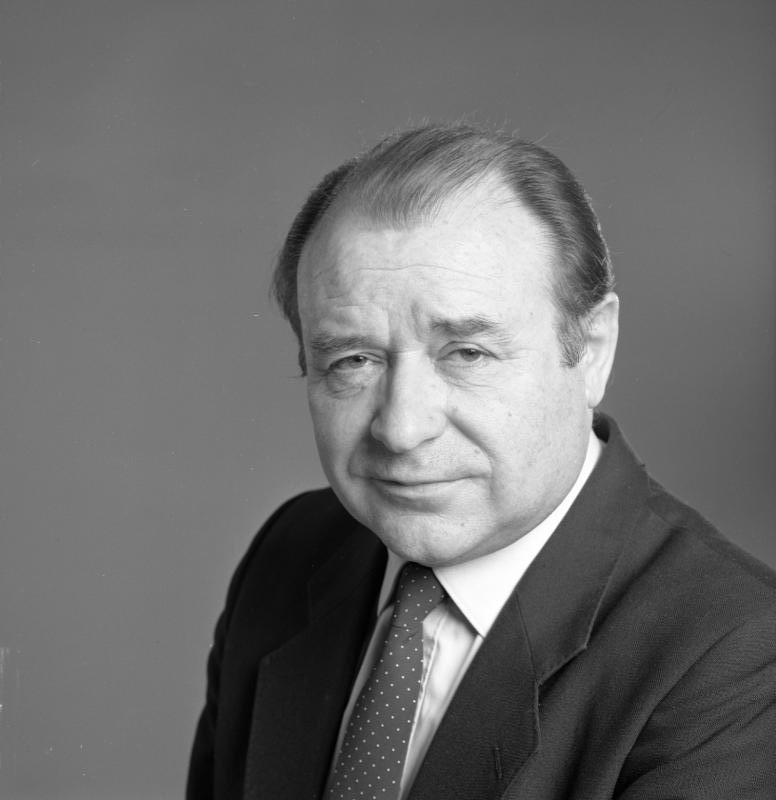
Heinrich Lummer (1932–2019)

- Lummer, Otto (1860–1925), deutscher Physiker
- Lummerstorfer, Leopold (* 1968), österreichischer Drehbuchautor, Regisseur und Film-Produzent
- Lummert, Günther (1903–1968), deutscher Rechtsanwalt und Strafverteidiger
- Lummis, Cynthia (* 1954), US-amerikanische Politikerin
- Lummitsch, Uwe (1956–1988), deutscher Dichter
- Lummitzsch, Otto (1886–1962), deutscher Architekt und Bauingenieur, Gründer der Technischen Nothilfe und des Technischen Hilfswerks

### Lumo
- Lumon, Dominic (* 1948), indischer Geistlicher, emeritierter römisch-katholischer Erzbischof von Imphal
- Lumont, Roger (* 1934), französischer Synchronsprecher und Schauspieler

### Lump
- Lump, Anton (1866–1943), österreichischer Kaufmann und Politiker, Landtagsabgeordneter, Abgeordneter zum Nationalrat
- Lumpe, Dietmar, deutscher Kommunalpolitiker (CDU)
- Lumpe, Heinrich (1859–1936), österreichisch-tschechoslowakischer Unternehmer, Ornithologe und Naturschützer
- Lumpe, Josef Leonissa (1900–1944), deutscher römisch-katholischer Geistlicher, Kapuziner und Märtyrer
- Lumpe, Wilfried (1935–2018), deutscher Gebrauchsgrafiker
- Lumper, Gottfried (1747–1800), deutscher römisch-katholischer Theologe
- Lumpert, Anton (1757–1837), österreichischer Politiker und Kriminalrat
- Lumpert, Igor (* 1975), slowenischer Jazzmusiker
- Lumpert, Joseph Ignatz Heinrich (1751–1826), katholischer Theologe und Generalvikar von Augsburg
- Lumpkin, Alva M. (1886–1941), US-amerikanischer Jurist und Politiker
- Lumpkin, John Henry (1812–1860), US-amerikanischer Politiker
- Lumpkin, Sam (1908–1964), US-amerikanischer Politiker
- Lumpkin, Wilson (1783–1870), US-amerikanischer Politiker
- Lumpkins, William (1909–2000), US-amerikanischer Künstler und Architekt
- Lumpp, Andy (* 1957), deutscher Jazzpianist
- Lumpp, Claus-Peter (* 1964), deutscher Koch
- Lumpp, Franz (1821–1913), badischer Beamter
- Lumpp, Georges (1874–1934), französischer Ruderer
- Lumpp, Natalie (* 1971), deutsche Sommelière und Autorin

### Lums
- Lumsdaine, David (1931–2024), australischer Komponist
- Lumsdaine, Leon (1923–1966), britischer Moderner Fünfkämpfer
- Lumsden, Herbert (1897–1945), britischer Generalleutnant im Zweiten Weltkrieg
- Lumsden, John (1960–2016), schottischer Fußballspieler
- Lumsden, John Dunlop (* 1860), schottischer Radsportler
- Lumsden, Lance (1939–2011), jamaikanischer Tennisspieler und Musiker
- Lumsden, Lindy (* 1955), australische Mammalogin
- Lumsden, Louisa (1840–1935), schottisch-britische Frauenrechtlerin und Bildungsaktivistin
- Lumsden, Maia (* 1998), britische Tennisspielerin
- Lumsden, Rachel (* 1968), britische Künstlerin
- Lumsden, Robin (* 1976), österreichisch-amerikanischer Rechtsanwalt und Unternehmer sowie Honorarkonsul von Jamaika

### Lumu
- Lumu, Jeroen (* 1995), niederländischer Fußballspieler
- Lumumba, Chokwe (1947–2014), US-amerikanischer Anwalt, Bürgerrechtsaktivist und Politiker, Bürgermeister von Jackson, Mississippi (2013–2014)
- Lumumba, Patrice (1925–1961), kongolesischer Politiker und erster Ministerpräsident des unabhängigen KongoPatrice Lumumba (1925–1961)

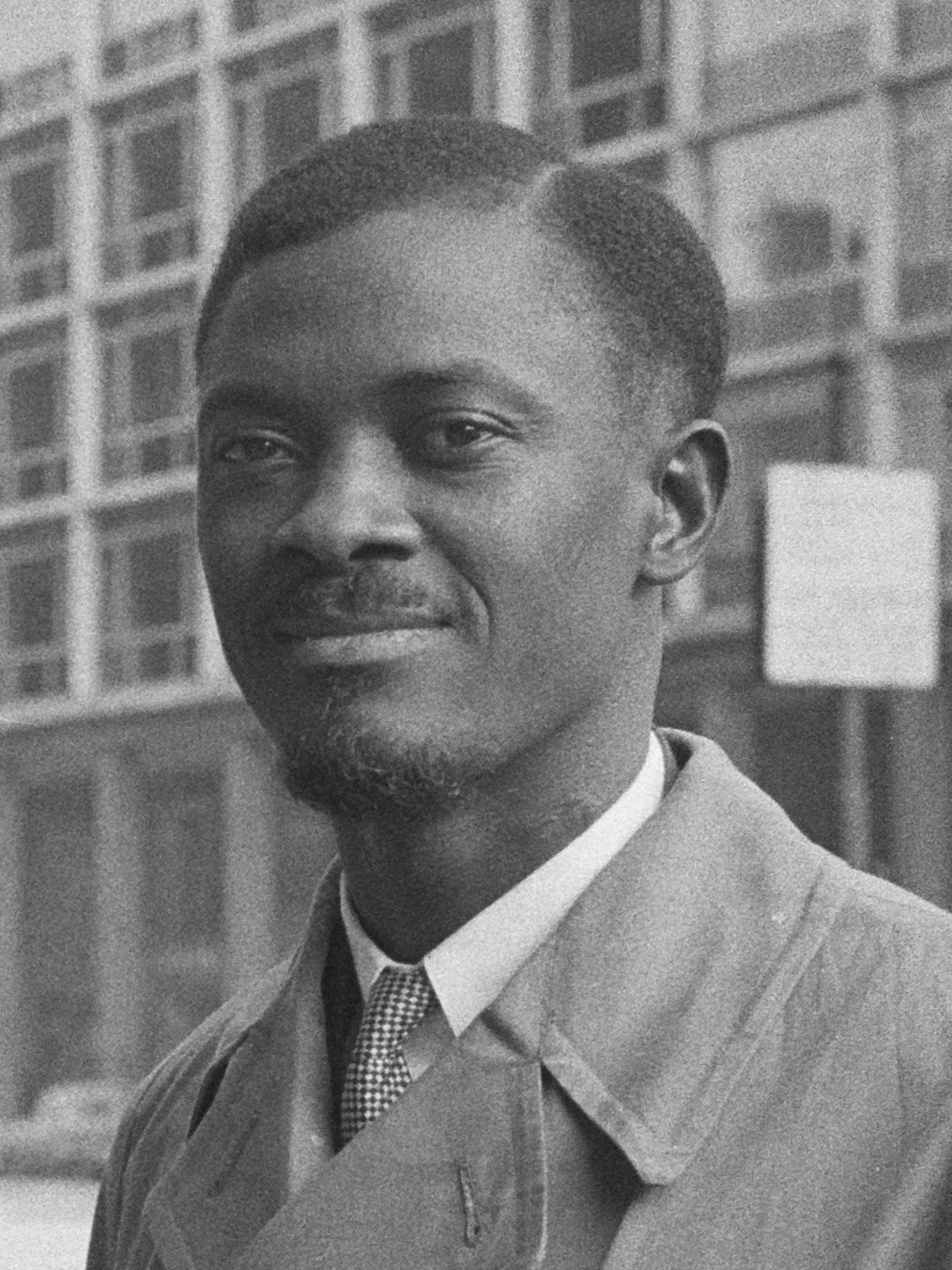
Patrice Lumumba (1925–1961)